# Данте Габриел Росети
Данте Габриел Росети (на английски: Dante Gabriel Rossetti) е английски поет, илюстратор, художник и преводач. През 1848 г. той основава течението на прерафаелитите с Уилям Холман Хънт и Джон Миле. Години по-късно Росети е основно вдъхновение за второ поколение от художници и писатели, повлияни от движението – най-вече Уилям Морис и Едуард Бърн-Джоунс. Неговата работа оказва влияние на европейските символисти и е основен предшественик на движението естетизъм.
Изкуството на Росети е характерно със своята чувственост и внимание към Средновековието. Ранната му поезия е повлияна от Джон Кийтс. По-късната му поезия се характеризира със сложна взаимовръзка на мислите и чувствата, която е видна в неговия сонет The House of Life. Поезия и изображение са тясно преплетени в произведенията на Росети. Той често пише сонети, които придружават картините му, сред тях и The Girlhood of Mary Virgin (Детството Богородично, 1849) и Astarte Syriaca (Венера) (1877). Освен това илюстрира стихотворения като „Goblin Market“ на своята сестра Кристина Росети.

## Ранни години
Данте Габриел Росети е роден на 12 май 1828 г. в интелигентско семейство в Лондон с име. Баща му, Габриел Паскуал Росети е учен и поет избягал през 1821 г. от Италия. В Англия става преподавател по италиански език в King's College School в Уимбълдън край Лондон. Синът на емигранта и италиански учен Габриел Паскуал Росети и съпругата му Франсис Полидори, Росети е роден в Лондон с името Габриел Чарлз Данте Росети. Неговото семейство и приятели го наричат Габриел, но се подписва с първи инициал Данте (в чест на Данте Алигиери). Негови сестри са поетесата Кристина Росети и писателката Мария Франческа Росети, а брат му се казва Уилям Майкъл Росети. Докато е дете, Росети се обучава вкъщи частно и често чете Библията, заедно с произведенията на Шекспир, Дикенс, Сър Уолтър Скот и Лорд Байрон.
Младият Росети е описан като „спокоен, изразителен, страстен и харизматичен“, но също и като „пламенен, поетичен и безпомощен“. Подобно на всичките му братя и сестри той се занимавал с поезия и постъпил в Кингс Колидж Скул, което било близо улица Странд в Лондон. Той поискал да е художник, след като проявил голям интерес към средновековното италианско изкуство. Учи в Академията по изкуство, основана от Хенри Сас, от 1841 до 1845 г., когато е приет във Висшето училище по Антично изкуство към Кралската академия, напускайки това на Хенри Сас през 1848 г. След завършването на Кралската академия Росети се обучава при Форд Мадокс Браун, с когото той запазва близки отношения през целия си живот.
След показването на картината The Eve of St. Agnes от Уилям Холман Хънт, Росети става приятел с него. Картината е направена по поема на тогава слабо познатия писател Джон Кийтс. Първото стихотворение на Росети „Небесна другарка“ (The blessed damozel) е повлияно от поезията на Джон Кийтс. Хънт споделя художествените и литературни идеи на Росети и те заедно развиват философията на прерафаелитите, която създават заедно с Джон Евърет Миле.
Намерението на групата е да се реформира английското изкуство, отхвърляйки механистичния подход, използван при тренировъчния режим, въведен от сър Джошуа Рейнолд и през епохата на Маниеризма, която е след тази на Рафаел и Микеланджело. Подхода на прерафаелитите е в завръщането на изобилния детайл, интензивни цветове и сложни композиции от епохата Куатроченто на италианското и фламандско изкуство. Видният критик Джон Ръскин пише:
Всеки прерафаелитен пейзаж е нарисуван до последния щрих, на открито. Всяка фигура е изучавана по изразителност и е истински портрет на жив човек.
В началото на 1850 г. излиза от печат първото списание на прерафаелитите The Germ със стихотворението на Росети „Небесна другарка“. В нея се разказва за измислен ранен италиански художник, вдъхновен от идеята на една жена, която му заръчва да комбинира човешкото и божественото в изкуството си. Росети винаги е имал по-голям интерес към епохата на Средновековието, отколкото към модерния стил на движението, превеждайки от италиански Данте и други средновековни италиански поети. Той приема стиловите особености на ранните италиански майстори в картините си.

## Кариера

### Началото
Първите големи картини на Росети с маслени бои носят реализма на първите години на прерафаелитното движение. Картините Girlhood of Mary Virgin(1849) и Ecce Ancilla Domini (1850) изобразяват Дева Мария като девойка. Уилям Бел Скот вижда процеса на създаване на първата картина в студио на Хънт и пише за техниката на младия Росети следното:
Той рисува с маслени бои и акварелни четки, рядко като с акварел върху платно, което беше грундирано с бяла боя докато повърхността беше гладка като картон и всеки нюанс ставаше прозрачен. Забелязах веднага, че той не е православен, но рисуваше чисто от естетически мотив. Смесването на гения и дилетантството на двамата мъже ме накара да млъкна и изостри любопитството ми.
Ужилен от критики на втората си голяма картина Ecce Ancilla Domini, експонирана през 1850 г. и на „все по-истеричната критична реакция, която посреща прерафаелитизма“ Росети се връща обратно към акварела, който би се пласирал по-лесно в частни ръце. След това Росети рядко показва картината, въпреки че тя впоследствие печели подкрепата на Джон Ръскин.

### Данте и медиавистиката
През 1850 г. Росети среща Елизабет Сидал, която става популярен модел на художниците прерафаелитните. През следващото десетилетие тя става негова муза, ученик и страст. Те се женят през 1860 г.
Незавършената рисунка на Росети Found, започната през 1853 и недовършена до смъртта му, е единствената му по-модерна за онези години творба. Тя изобразява проститутка, издигнат от улицата от местен търговец на говеда, който разпознава старата си любов. Въпреки това тук автора вмъква повече символични и митологични образи с липсващи реалистични такива.
В продължение на много години Росети прави английски преводи на италианска поезия включително Нов живот на Данте Алигиери (публикувана през 1861 г. под заглавието The Early Italian Poets). Тази автобиография заедно със „Смъртта на Артур“ от Томас Малори вдъхновяват прерафаелита през 50-те години на 18 век.
Повечето от останалите стихотворения на Росети са писани през 60—70-те години; издадени са под общото заглавие „Ballads and sonnets“ (Балади и сонети) през 1881 г.
Огромно влияние върху живота и творчеството му оказва женитбата и последвалото самоубийство на жена му – поетесата Елизабет Сидал (на английски: Elizabeth (Lizzie) Siddal). Тя е негова ученичка, модел и възлюбена. Росети прави множество скици с Елизабет, някои от които по-късно служат като ескизи за картините му. Меланхолична и болна от туберкулоза, Лизи умира две години след женитбата им от предозиране с опиум. На нея е посветено едно от най-добрите платна на Росети – „Беатриче благословена“ (Beata Beatrix, 1864 – 1870). Беатриче е изобразена седнала, в полусън, приличащ на смърт, докато птицата, вестител на Смъртта слага в дланта ѝ цветче от мак. Росети в пристъп на мъка погребва заедно с Елизабет ръкописите си с множество поеми. Няколко години по-късно той разрешава гробът да се разкопае и поемите му буквално се връщат на бял свят. Първото издание на събраните му съчинения излиза през 1870 г.
С времето поетът почва да води затворен начин на живот и достъп до него имат само най-близките му приятели.
Късните години на Росети са белязани от все по-болезнени настроения, пие много, живее като затворник в дома си, страда от мания за преследване и за известен период го смятат за безумен. Въпреки това Росети продължава да работи и да пише.
Умира в село Бърчингтън он сий, североизточен Кент, на 9 април 1882 г., навръх Великден, от болест на бъбреците.
Росети има множество последователи както в изобразителното изкуство, така и в поезията.

## Избрани творби

### Книги
- The Early Italian Poets (a translation), 1861; препубликувана като Dante and His Circle, 1874
- Poems, 1870; подобрявам и преиздадена като Poems. A New Edition, 1881
- Ballads and Sonnets, 1881
- The Collected Works of Dante Gabriel Rossetti, 2 тома, 1886
- Ballads and Narrative Poems, 1893
- Sonnets and Lyrical Poems, 1894
- The Works of Dante Gabriel Rossetti, 1911 [19]
- Poems and Translations 1850 – 1870, Together with the Prose Story 'Hand and Soul', Oxford University Press, 1913

### Поезия и проза
„Росети разделя вниманието си между рисуването и поезията до края на живота си“. 
- Aspecta Medusa (1865 – 1868)
- Astarte Syriaca (картина; януари 1877 1875 – 1877)
- Beatrice, her Damozels, and Love
- Beauty and the Bird (1855; 25 юни 1858)
- The Blessed Damozel (1847 – 1870; 1871 – 1881)
- Bocca Baciata (1859 – 1860)
- Body's Beauty (1864 – 1869; 1866)
- The Bride's Prelude [1848 – 1870]
- Cassandra (за картина; съзадена през септември 1869; 1860 – 1861, 1867, 1869)
- Dante's Dream on the Day of the Death of Beatrice: 9 юни 1290 (1856)
- Dante Alighieri. „Sestina. Of the Lady Pietra degli Scrovigni.“ (1848, 1861, 1874)
- Dante at Verona [1848 – 1850; 1852]
- The Day-Dream (картина; 1878 – 1880, септември, 1880)
- Death of A Wombat (6 ноември 1869)
- Eden Bower
- Fazio's Mistress (1863; 1873)
- Fiammetta [посветена на картина; 1878]
- „Found“ (за картина. Създадена през 1854 и февруари 1881)
- Francesca Da Rimini. Dante (1855; 1862 септември)
- Guido Cavalcanti. „Ballata. He reveals, in a Dialogue, his increasing love for Mandetta.“ (1861)
- Hand and Soul (1849)
- Hero's Lamp (1875)
- Introductory Sonnet („A Sonnet is a moment's monument“; 1880)
- Joan of Arc [1879 (недовършено), 1863, 1882]
- La Bella Mano (for a picture; 1875)
- La Pia. Dante (1868 – 1880)
- Lisa ed Elviro (1843)
- Love's Greeting (1850, 1861, 1864)
- Mary's Girlhood [към картина; 1848 (I сонета), 1849 (II сонета)]
- Mary Magdalene at the Door of Simon the Pharisee (for a drawing; 1853 – 1859; 1869)
- Michael Scott's Wooing (for a drawing; 1853, 1869 – 1871, 1875 – 1876)
- Mnemosyne (1880)
- Old and New Art [group of 3 poems; 1849 (text); 1857 (picture, circa)]
- On William Morris (1871 септември)
- Pandora (for a picture; 1869; 1868 – 1871)
- Parody on „Uncle Ned“ (1852)
- Parted Love! [1869 септември – 1869 ноември (circa)]
- The Passover in the Holy Family (for a drawing; 1849 – 1856; 1869 септември)
- Perlascura. Twelve Coins for One Queen (1878)
- The Portrait (1869)
- Proserpine (1872; 1871 – 1882)
- The Question (for a design; 1875, 1882)
- „Retro me, Sathana!“ (1847, 1848)
- The Return of Tibullus to Delia (1853 – 1855, 1867)
- A Sea-Spell (for a Picture; 1870, 1877)
- The Seed of David (for a picture; 1864)
- Silence. For a Design (1870, 1877)
- Sister Helen [1851 – 1852; 1870 (circa)]
- Sorrentino (1843)
- Soul's Beauty (1866; 1864 – 1870)
- St. Agnes of Intercession (1850; 1860)
- Troy Town (1863 – 1864; 1869 – 1870)
- Venus Verticordia (for a picture; 1868 януари 16; 1863 – 1869)
- William and Marie. A Ballad (1841)[21]

- Ecce Ancilla Domini (1850), Tate Britain, Лондон
- Мелодията на Седемте кули (1857), акварел, Tate Britain
- How Sir Galahad. Sir Bors, and Sir Percival were fed with the Sanc Grael; But Sir Percival's Sister Died Along the Way (1864), акварел, Tate Britain
- Намерена (1865 – 1869, незавършена), Delaware Art Museum
- Благословената девица
- Девата Лилит (1867), Metropolitan Museum of Art
- Девата Лилит (1868), Delaware Art Museum
- Beata Beatrix (1864 – 1870), Tate Britain
- Джейн Морис (Синята копринена рокля) (1868), масло върху платно, Kelmscott Manor
- Pia de' Tolomei (1868 – 1880), Spencer Museum of Art, Канзаски университет
- Прозерпина (1874)
- Видението на Фиамета (1878)